# Einfacher Modul
In der Mathematik ist ein einfacher Modul (auch irreduzibler Modul genannt) eine besondere Form eines Moduls, also einer algebraischen Struktur. Einfache Moduln erfüllen eine gewisse Minimalitätseigenschaft: Sie sind „kleinste“ Moduln in dem Sinne, dass sie keine noch kleineren Moduln „enthalten“. Einfache Moduln dienen in einem gewissen Sinn als „Bausteine“ anderer Moduln. Auf vergleichsweise leichte Weise aus einfachen Moduln aufgebaut sind zum Beispiel halbeinfache Moduln oder Moduln endlicher Länge.
Das Konzept der Einfachheit ist auch bei Gruppen anzutreffen. Dort spricht man analog von einfachen Gruppen. Ebenso analog kann man für Moduln eine Kompositionsreihe definieren. Es gelten dann ähnliche Resultate wie für Gruppen, insbesondere auch der Satz von Jordan-Hölder.
Moduln umfassen als Spezialfälle abelsche Gruppen und Vektorräume. In diesen Spezialfällen sind die einfachen Moduln die einfachen abelschen Gruppen (d. h. zyklische Gruppen mit Primzahlordnung) bzw. eindimensionale Vektorräume.

## Definition
Sei {\displaystyle R} ein Ring und {\displaystyle M} ein {\displaystyle R}-Modul mit {\displaystyle M\neq \{0\}}.
{\displaystyle M} heißt einfach, wenn {\displaystyle \{0\}} und {\displaystyle M} die einzigen Untermoduln von {\displaystyle M} sind.

### Äquivalente Definitionen
Ein Modul {\displaystyle M} über einem Ring {\displaystyle R} ist genau dann einfach, wenn er eine der folgenden äquivalenten Bedingungen erfüllt:
- {\displaystyle M\neq \{0\}} und jedes Element außer {\displaystyle 0} erzeugt bereits {\displaystyle M}
- {\displaystyle M} ist isomorph zu einem Quotientenmodul {\displaystyle R/I}, wobei {\displaystyle I} ein maximales (Links- / Rechts-)Ideal des Rings {\displaystyle R} ist.
- {\displaystyle M} hat die Länge 1.

## Eigenschaften
Einfache Moduln sind stets artinsch und noethersch.
Viele Anwendungen hat das Lemma von Schur. Dieses besagt etwa, dass der Endomorphismenring {\displaystyle \operatorname {End} _{R}(M)} eines einfachen {\displaystyle R}-Moduls {\displaystyle M} ein Schiefkörper ist.

## Beispiele
- Ist {\displaystyle p} eine Primzahl, so ist {\displaystyle \mathbb {Z} /p\mathbb {Z} } ein einfacher {\displaystyle \mathbb {Z} }-Modul. Dies ergibt sich aus der Tatsache, dass Moduln insbesondere Gruppen sind, und aus dem Satz von Lagrange.
- Ist dagegen {\displaystyle n>1} keine Primzahl, so ist {\displaystyle \mathbb {Z} /n\mathbb {Z} } kein einfacher {\displaystyle \mathbb {Z} }-Modul. Denn dann besitzt {\displaystyle n} einen echten Teiler {\displaystyle m}, und der von {\displaystyle m} erzeugte Untermodul ist weder {\displaystyle 0} noch der ganze Modul.

(Zusammengefasst: Die einfachen {\displaystyle \mathbb {Z} }-Moduln sind genau die {\displaystyle \mathbb {Z} /p\mathbb {Z} } für Primzahlen {\displaystyle p}.)
- Ist {\displaystyle R} ein Körper, so sind {\displaystyle R}-Moduln nichts anderes als Vektorräume über {\displaystyle R}. Diese sind genau dann einfach, wenn sie eindimensional sind.